# تفسير روض الجنان وروح الجنان
تفسير روض الجنان وروح الجنان هو كتاب تفسير للقرآن من تأليف أبو الفتوح الرازي وهو من أجلّة علماء الإمامية، مفسراً، فقيهاً، وواعظاً. يعدّ هذا التفسير من أفضل تفاسير الشيعة المدونة باللغة الفارسية.
يقول عبد الله الأفندي التبريزي في كتابه الرياض عن هذا التفسير: «هو من أجل الكتب وأفيدها وأنفعها، رأيته فرأيت منه بحراً طمطاماً.»

## المؤلف
هو الحسين بن علي بن محمد الخزاعي النيشابوري، المشهور بابي الفتوح الرازي، أحد أجلّة علماء الإمامية في التفسير والكلام في القرن السادس الهجري، وهو من ذرية الصحابي نافع بن بُدَيْل بن ورقاء من قبيلة خزاعة.
لم يعثر في المصادر على تاريخ ولادته لكن المظنون انه ولد قبل عام 480هـ. إهتم أبوالفتوح الرازي في مؤلفاته بالمسائل الكلامية لا سيما مسألة الإمامة، والاحتجاج لصحة مذهبه. ومن أهم مؤلفاته تفسير روض الجنان وروح الجنان في تفسير القرآن، وروح الاحباب وروح الالباب في شرح الشهاب للقاضي القضاعي، ورسالة يوحنا في مناقشة المذاهب الأربعة وإثبات صحة المذهب الإمامي، وتبصرة العوام في معرفة مقالات الانام والرسالة الحسنية في مسألة الإمامة.
تاريخ وفاته غير متفق عليه، واختلفت كلمة المؤرخين بين عام535 و 552 وهناك من ذهب إلى القول بأنه توفى عام 560هجرية. لكن بما أن بعض المصادر ذكرت بانه أجاز بعض تلامذته عام 552 هـ، فلعلّه توفّي بعد هذا التاريخ بقليل.
كانت وفاته بالري، ودُفن بوصيةٍ منه إلى جوار الشاه عبد العظيم الحسني.

## عن التفسير
منذ قرن السادس الهجري ازدهر أسلوب التفسير الوعظي عند الشيعة الإمامية، والذي كان يختلف بشكل كامل عن أسلوب التفاسير الدرائية الكلامية، مع اختلافه الكامل عن التفاسير الروائية. فظهرت آثار عديدة بهذه الأسلوب بالعربية والفارسية، ومن أهمها تفسير روض الجنان وروح الجنان، المعروف بتفسير أبي الفتوح الرازي بالفارسية.
ألّف أبوالفتوح الرازي كتاب تفسيره للقرآن في عشرين مجلد باللغة الفارسية، وهو مشحون بالبحوث الكلامية.
يبدأ من تفسير سورة الحمد وينتهي بسورة الناس بطريقة التفسير الترتيبي.
وفي تفسير كل آية يقوم المؤلف أولاً بالترجمة اللغوية للآية ثم ببيان مضامين الآية مع بيان بحوث الروائية والتاريخية والفقهية والكلامية بالإضافة إلى البحوث الأخلاقية المرتبطة بالآية، كما هو ينقل آراء المفسرين الآخرين، والصحابة والتابعين دون إبداء رأي أو تعليق.

## طبعاته
- في 1323 في عهد مظفر الدين شاه طبع مجلدان من روض الجنان‌ بطهران من أوله إلى آخر سورة التوبة، ثم طبع باقي أجزائه بعد فترة في ثلاث مجلدات. فتم طبعه في خمس مجلدات وألحقت هذه الطبعة كلمة السيد كاظم التبريزي في أول المجلد الأول ورسالة محمد خان القزويني في ترجمه المؤلف بآخر المجلد الخامس.
- عام 1370 هـ طبع الكتاب في عشر مجلدات بتصحيح الشيخ مهدي الإلهي القمشه‌إي بطهران.
- ثم طبع في عشر مجلدات‌ عام 1382 بتصحيح وتعليق الميرزا أبي الحسن الشعراني.[7][8]